# 니폰이치 소프트웨어
니폰이치 소프트웨어(日本一ソフトウェア, Nippon Ichi Software, Inc.)는 일본의 게임 제작사이자 배급사이다. 니폰이치의 대표작으로는 마계전기 디스가이아, 팬텀 브레이브, 라 퓌셀 등이 있다.

## 역사
니폰이치 소프트웨어는 1991년 9월 일본 기후현에서 엔터테인먼트 소프트웨어 회사로 설립되었다. 1993년 7월 12일에 이전 및 재통합되었다. 이 회사는 여러 차례의 인수, 합병 및 새로운 자회사 설립을 수행했다. 2010년대 초에 이 회사는 니폰이치 소프트웨어 아시아(Nippon Ichi Software Asia Pte. Ltd) 및 니폰이치 소프트웨어 베트남(Nippon Ichi Software Vietnam Co., Ltd)을 설립했다. 2016년 NIS는 시스템 프리스마(System Prisma Corporation)와 합병되어 개발자 FOG를 인수했다. 2012년에 이 회사는 가장 많은 전략 RPG를 출시한 회사로 기네스 세계 기록을 수상했다.
이 회사는 다양한 전통적인 롤플레잉 비디오 게임을 개발했다. 이전 게임의 많은 캐릭터는 해당 게임이 직접 연결되지 않더라도 비밀 캐릭터로 이후 게임에 진출한다. 주력 프랜차이즈인 디스가이아는 같은 우주관을 배경으로 한다.

## 게임
- 마알 왕국의 인형공주
- 라 퓌셀: 빛의 성녀 전설
- 마계전기 디스가이아 (비디오 게임)
- 마알 왕국의 인형공주
- 노래의☆왕자님♪
- 요마와리: 떠도는 밤
- 거짓말쟁이 공주와 눈 먼 왕자
- 마계전기 디스가이아 6

### 니폰이치 인디 스피릿츠
- 니드호그 (비디오 게임)